# Boethus cinctus
Boethus cinctus là một loài tò vò trong họ Ichneumonidae.